# Ветеран (зупинний пункт)
ВЕтеран — пасажирський залізничний зупинний пункт Полтавської дирекції Південної залізниці.
Розташований на лінії Курінь — Прилуки між роз'їздом Коломійцеве (4 км) та станцією Прилуки (15 км) поблизу села Лісові Сорочинці Прилуцького району Чернігівської області.
Відкрита у 1990-2000-х роках. Колишня назва - 727 км.
Станом на березень 2020 року щодня три пари дизель-потягів прямують за напрямком Бахмач-Пасажирський/Варварівський — Прилуки.